# Pycnonotus finlaysoni
El bulbul de Finlayson (Pycnonotus finlaysoni) es una especie de ave paseriforme de la familia Pycnonotidae propia del sureste asiático. Se encuentra en Indochina y la península malaya.

## Subespecies
Se reconocen las siguientes subespecies:
- Pycnonotus finlaysoni davisoni
- Pycnonotus finlaysoni eous
- Pycnonotus finlaysoni finlaysoni